# Garlède-Mondebat
Garlède-Mondebat település Franciaországban, Pyrénées-Atlantiques megyében. Lakosainak száma 219 fő (2022. január 1.). Garlède-Mondebat Boueilh-Boueilho-Lasque, Claracq, Coublucq, Lalonquette, Lème, Pouliacq és Thèze községekkel határos.

## Népesség
A település népességének változása:
| Lakosok száma | 217  | 220  | 226  | 222  | 221  | 220  | 220  | 219  | 219  |
|               | 2013 | 2015 | 2016 | 2017 | 2018 | 2019 | 2020 | 2021 | 2022 |